# Catholicossat arménien de Cilicie
Le catholicossat de la Grande Maison de Cilicie (en arménien Կաթողիկոսութիւն Հայոց Մեծի Տանն Կիլիկիոյ), catholicossat de Cilicie ou catholicossat de Sis, est une juridiction autocéphale de l'Église apostolique arménienne. Le chef de l'Église porte le titre de « Catholicos de la Grande Maison de Cilicie », avec résidence à Antélias près de Beyrouth au Liban ; le titulaire actuel est Aram Ier, depuis le 28 juin 1995.

## Organisation

### Primat
Le primat porte le titre de Serviteur de Jésus-Christ, et par la volonté insondable de Dieu et par l'élection du peuple, Archevêque et Catholicos des Arméniens de la Grande Maison de Cilicie.
Il est élu par une assemblée nationale comprenant des ecclésiastiques (un tiers) et des laïcs (deux tiers).

### Siège catholicossal

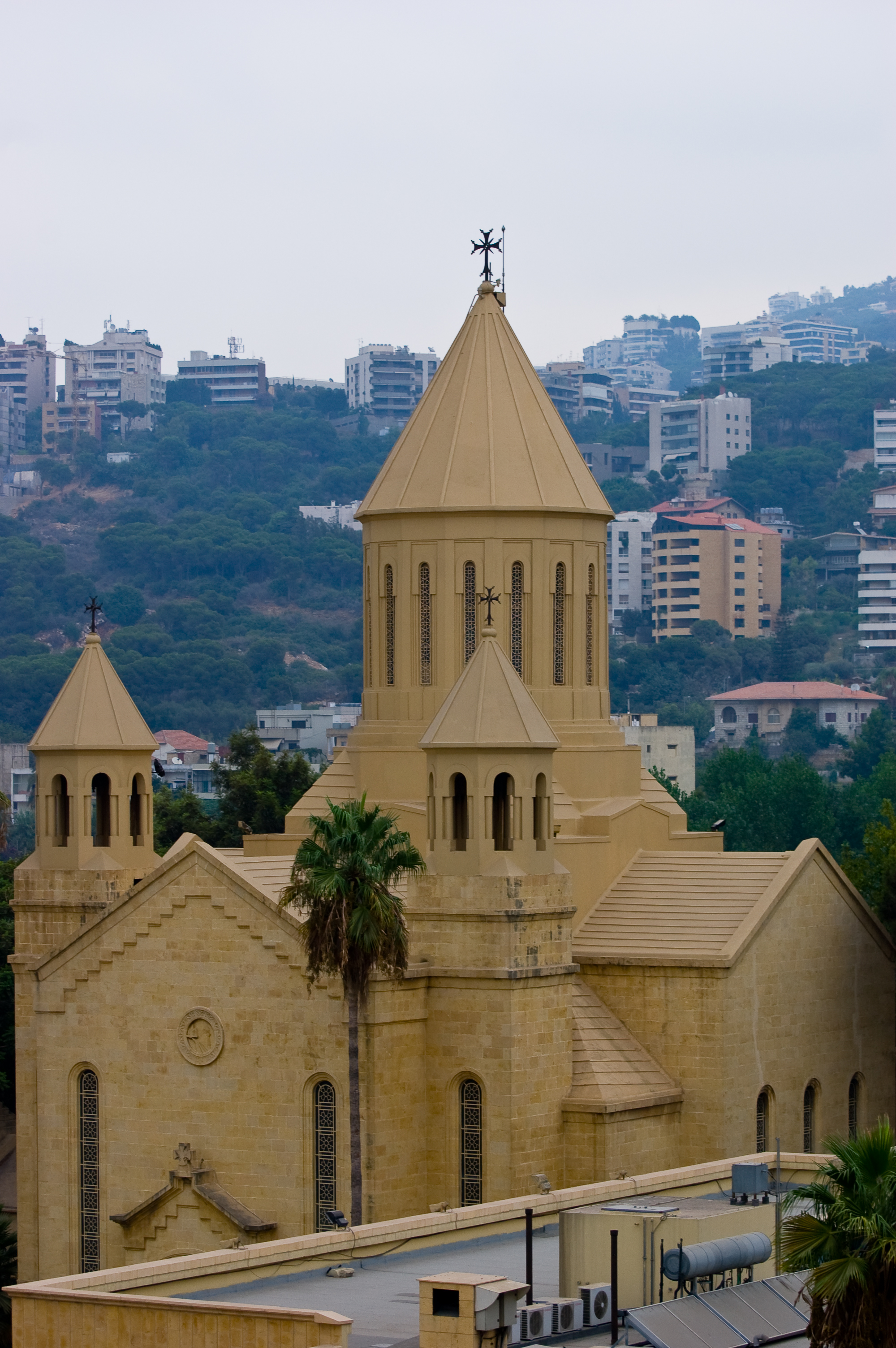
Cathédrale Saint-Grégoire-l'Illuminateur, Antélias.

La résidence du siège catholicossal est fixée à Antélias près de Beyrouth depuis 1930. Elle était auparavant située à Sis (actuelle ville de Kozan), de 1441 aux années 1919-1921 au moment du retrait français de la Cilicie et de la prise de contrôle de la zone par la Turquie. Le catholicos s'est d'abord replié à Alep en Syrie avant d'aller s'installer à Antélias où a été créé un nouveau siège avec une cathédrale, une résidence, un séminaire…

### Situation en 1914
- Diocèse catholicossal de Sis
- Archidiocèse d'Adana-Bérékek
- Archidiocèse de Marache
- Diocèse d'Hadjin
- Diocèse de Payasse
- Diocèse d'Alep
- Diocèse de Zeitoun
- Diocèse d'Aïntab
- Diocèse d'Antioche
- Diocèse de Malatya
- Diocèse de Yozgat
- Diocèse de Gurun
- Diocèse de Divrik
- Monastère de Firnouz
- Monastère de Dérendé

### Situation actuelle

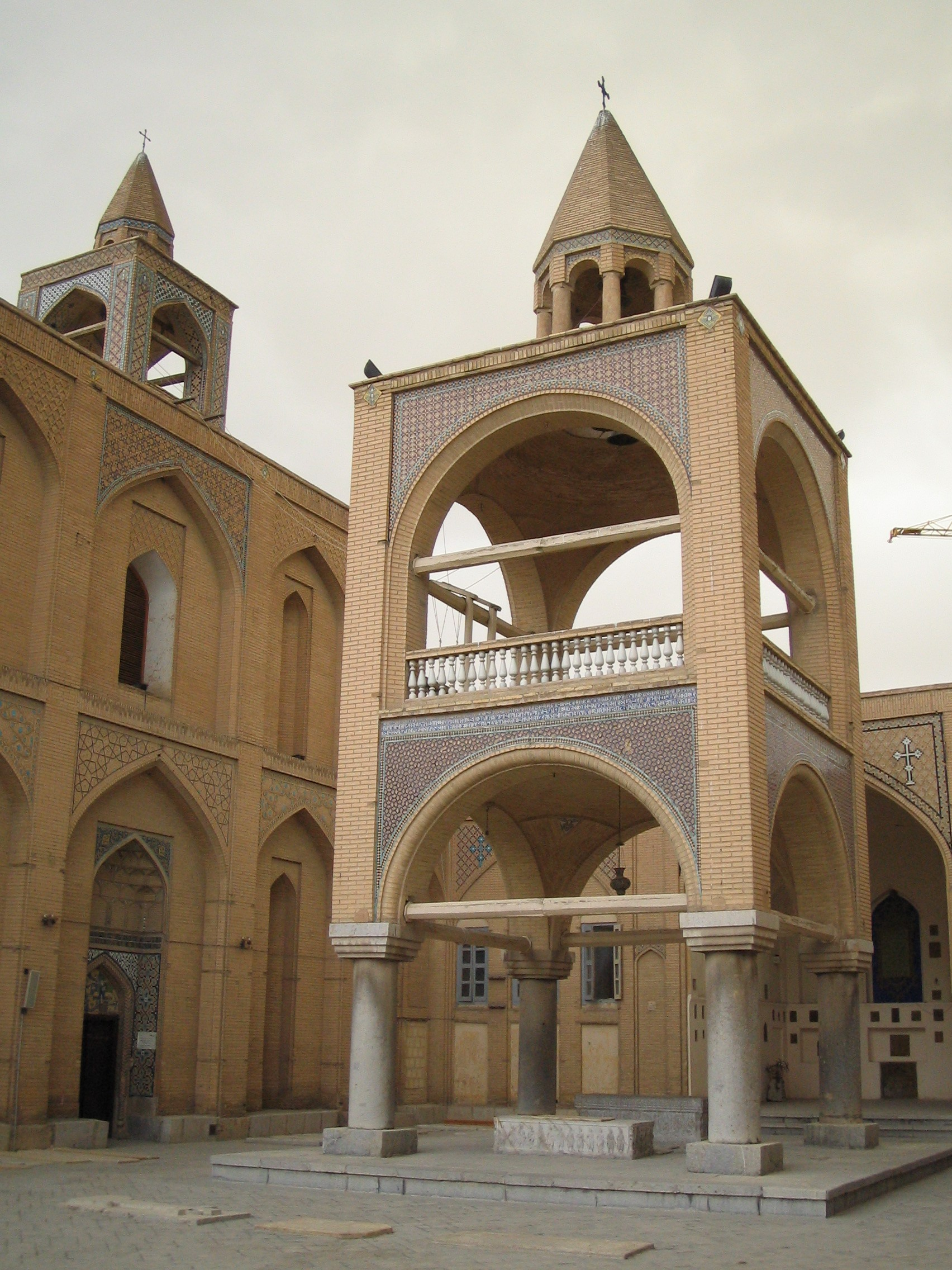
Cathédrale arménienne d'Ispahan (Iran).

Le catholicossat de Cilicie est divisé en plusieurs diocèses au Proche- et Moyen-Orient, en Méditerranée et en Amérique :
- Proche- et Moyen-Orient
  - Diocèse du Liban
  - Diocèse d'Alep, Syrie
  - Diocèse de Jezireh, Syrie
  - Diocèse de Damas, Syrie
  - Diocèse de Téhéran, Iran
  - Diocèse d'Ispahan, Iran
  - Diocèse de Tabriz, Iran
  - Diocèse du Koweït et des Émirats arabes unis
- Méditerranée
  - Diocèse de Chypre
  - Diocèse de Grèce
- Amérique du Nord
  - Prélature du Canada
  - Prélature de l'Est des États-Unis
  - Prélature de l'Ouest des États-Unis
- Amérique du Sud
  - Vicariat du Venezuela

## Relations avec les autres Églises
Le Catholicossat arménien de Cilicie est membre du Conseil œcuménique des Églises ainsi que du Conseil des Églises du Moyen-Orient.
Le Catholicos participe chaque année à la Rencontre des Primats des Églises orthodoxes orientales du Moyen-Orient.